# Бандура Іван
Іва́н Банду́ра (* 1901) — український ґрунтознавець та гідролог.

## Біографічні відомості
Іван Бандура родом із Полтавщини. 1946 — в українському таборі Шляйсгайм під Мюнхеном. Від 1948 року перебував на державній службі в Аргентині. Член Спілки українських інженерів в Аргентині.
Автор друкованих праць українською та іспанською мовами.